# Advanced Satellite for Cosmology and Astrophysics

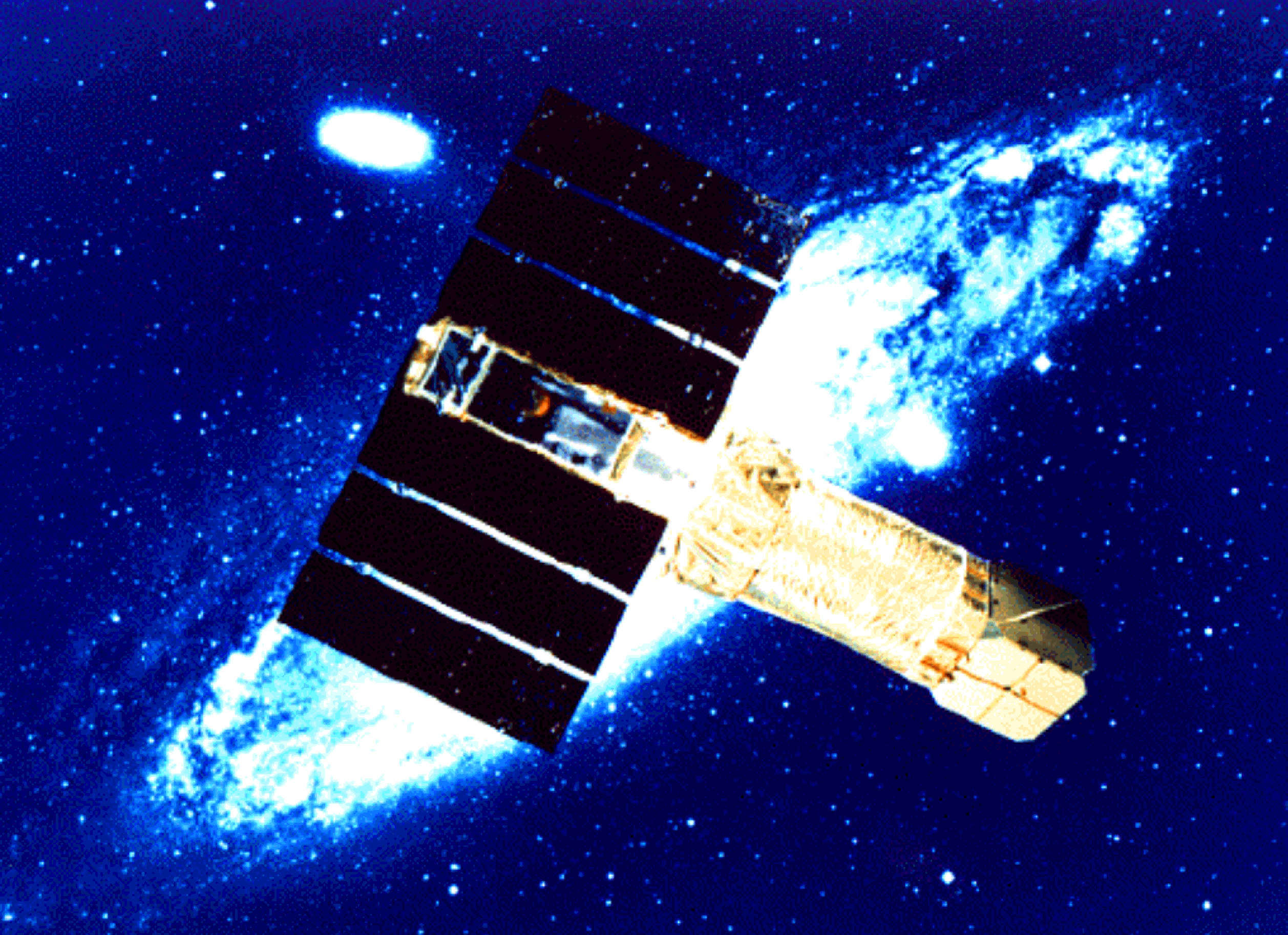
ASCA / Asuka

O Advanced Satellite for Cosmology and Astrophysics, também conhecido pelo seu acrônimo ASCA, como ASTRO-D e pelo nome de Asuka (com o significado de "pássaro voador"), foi um observatório espacial japonês lançado em 20 de fevereiro de 1993 por um foguete M-3S-2 a partir do Centro Espacial de Uchinoura.The Encyclopedia of Science

## Características
O ASCA foi a quarta missão japonesa no campo da astronomia de raios-X e a segunda em que os Estados Unidos colaborou com parte da carga científica. A órbita inicial do satélite tinha uma inclinação de 31,1 graus, um apogeu de 622 km e um perigeu de 524,6 km. Em 14 de julho de 2000, depois de uma tempestade magnética que produziu uma expansão imprevista das camadas superiores da atmosfera terrestre, o satélite perdeu o controle sobre a sua atitude devido ao aumento do atrito com as camadas altas da atmosfera. Como consequência, os painéis solares deixaram de apontar para o Sol, produzindo uma descarga das baterias. O ASCA reentrou na atmosfera em 2 de março de 2001 às 5:21 UTC.
A NASA obteve 15% do tempo de observação por suas contribuições à missão.

## Missão
O objetivo do ASCA era fazer observações espectroscópicas em raios X na faixa de energia de 1 a 12 keV, em especial a linha K do ferro. Dedicou-se também a obter imagens da estrutura de fontes extensas como aglomerados de galáxias e remanescentes de supernovas.

## Instrumentos
O ASCA levava quatro telescópios idênticos com uma área total efetiva de 1300 cm2 a 1 keV e de 600 cm2 para entre 6 e 7 keV. A NASA colaborou fornecendo quatro espelhos multi-camada cônicos de incidência rasante e dois detectores CCD fornecidos pelo MIT. O Japão contribuiu com os IGSPC (imaging gas scintillation proportional counters), contadores proporcionais de brilho, a nave, o veículo lançador e as estações terrestres.